# Sybil Danning
Sybil Danning, née Sybille Johanna Danninger le 24 mai 1947 à Wels (Autriche), est une actrice, productrice et mannequin autrichienne.

## Biographie
Sybil Danning passe sa jeunesse entre les États-Unis et l'Autriche. Après avoir essayé de devenir assistante médicale puis esthéticienne à Salzbourg, elle est remarquée par des photographes de mode qui lui proposent de poser pour des magazines féminins et de beauté. Passionnée pour cette nouvelle carrière, la sculpturale Autrichienne décide de percer au cinéma. Consciente que sa beauté de type germanique est son principal atout, elle débute en jouant dans Viens mon petit oiseau (de), un film à sketch historico-érotique allemand où elle incarne la Loreleï dont la blonde nudité tourne la tête des bateliers rhénans.
Consciente et lasse de s'enliser dans des productions sans avenir, confinée à des rôles d'amantes flamboyantes ou de valkyries sur-armées, elle profite de l'occasion lorsqu'on lui offre un petit rôle de prostituée dans une production internationale tournée en France, Barbe-Bleue, de Edward Dmytryk. Mais c'est aux États-Unis où elle connaîtra un succès relatif en tant qu'égérie de série B, en tenant notamment des rôles de grande méchante, comme dans le film de prison pour femmes Les Anges du mal en 1983.
N'ayant pas été retenue, et de peu, pour les rôles de James Bond Girl dans Octopussy et de Sheena, reine de la jungle, Sybil Danning établit sa propre maison de production, Sybil Danning Aventure Video, spécialisée dans les productions à tout petit budget de science-fiction, et de film d'exploitation.
Elle se retire vers la fin des années 1980 et ne fera qu'un très bref retour en 2006.

## Filmographie

### Comme actrice

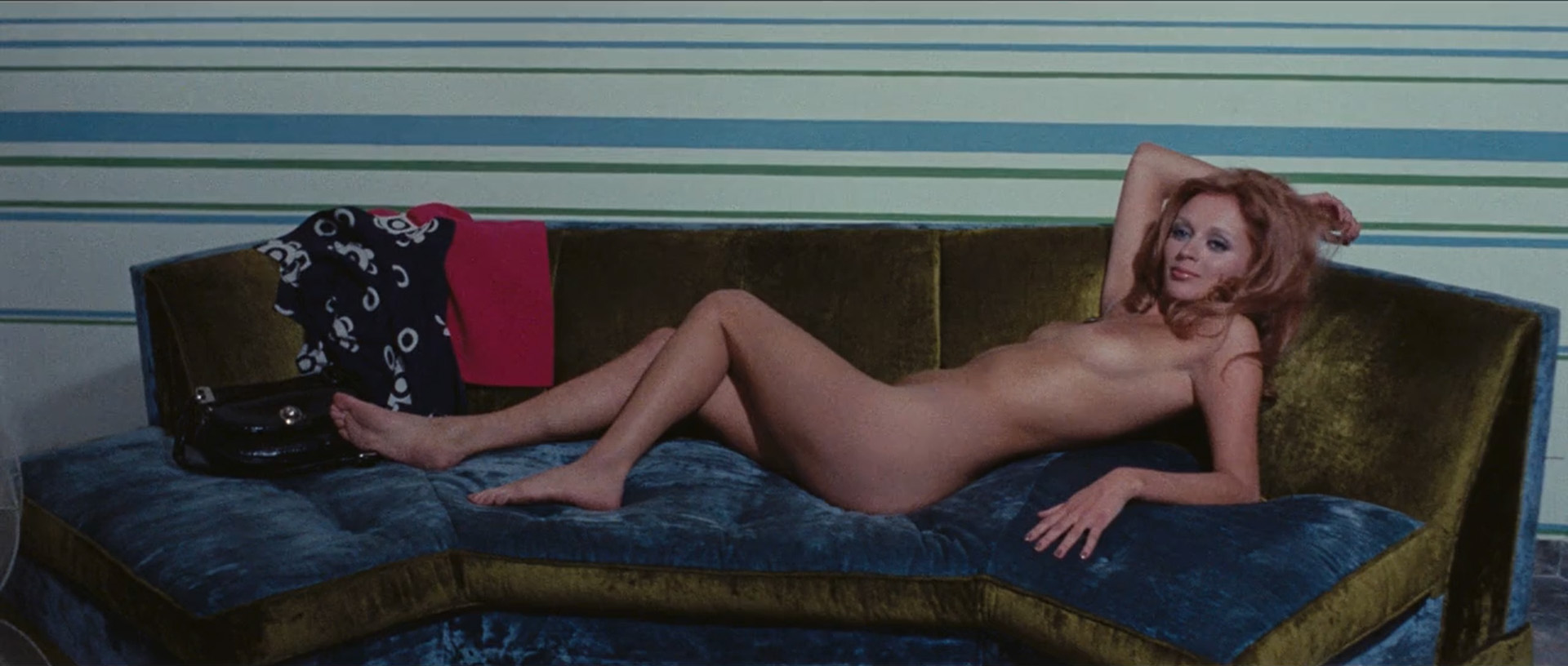
Sybil Danning dans La dame rouge tua sept fois (1972).

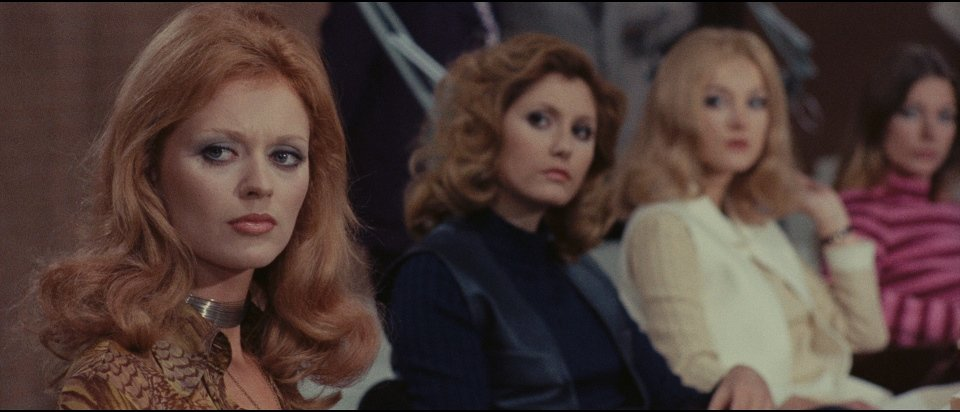
Sybil Danning, Pia Giancaro et Barbara Bouchet dans La dame rouge tua sept fois (1972).

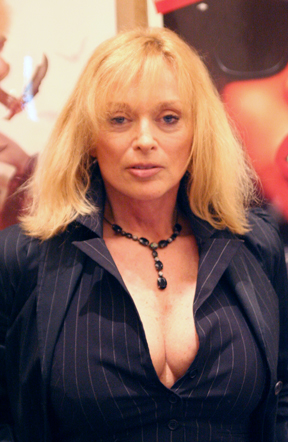
Sybil Danning en 2006.

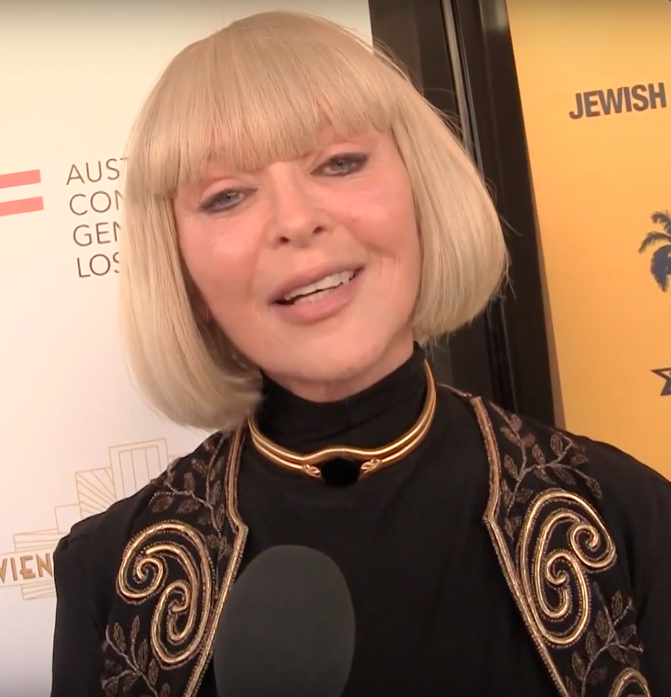
Sybil Danning en 2018.

- 1968 : Viens mon petit oiseau (de) (Komm nur, mein liebstes Vögelein) de Rolf Thiele : Lorelei
- 1969 : Le Contrat (Sam's Song) de Jordan Leondopoulos : Erica âgée
- 1970 : Liebesmarkt in Dänemark de Wolfgang Bellenbaum et Günter Vaessen : Diane
- 1970 : Les Aventures intimes des hommes mariés (de) (Ehemänner-Report) de Harald Philipp : Sybille
- 1971 : La Vie sexuelle de la femme moderne (Das Ehrliche Interview) de Werner M. Lenz (de)
- 1971 : Les Fantaisies amoureuses de Siegfried (Siegfried und das sagenhafte liebesleben der Nibelungen) d'Adrian Hoven : Kriemhild
- 1971 : J'ai avorté, monsieur le Procureur (Paragraph 218 - Wir haben abgetrieben, Herr Staatsanwalt) d'Eberhard Schröder et Rob Houwer
- 1971 : L'Amour en vacances (Urlaubsreport – Worüber Reiseleiter nicht sprechen dürfen) d'Ernst Hofbauer
- 1971 : Rapport sur la vie sexuelle de la ménagère (Hausfrauen-Report) d'Eberhard Schröder
- 1971 : La Ligne de feu (L'amante dell'orsa maggiore) de Valentino Orsini
- 1972 : Les Amours clandestines d'une aristochatte (de) (Das Mädchen mit der heißen Masche) de Hans Billian : Andrea
- 1972 : L'Œil du labyrinthe (L'occhio nel labirinto) de Mario Caiano : Toni
- 1972 : Barbe-Bleue (Bluebeard) : une prostituée
- 1972 : Les Jeux Olympiques du sexe (de) (Gelobt sei, was hart macht) de Rolf Thiele : Phyllilia
- 1972 : La dame rouge tua sept fois (La dama rossa uccide sette volte) d'Emilio Miraglia : Lulu Palm
- 1972 : Les 69 Dalmatiennes (de) (Blutjung und liebeshungrig) de Franz Antel : Elizabeth
- 1973 : L'emigrante de Pasquale Festa Campanile : Pamela
- 1973 : Les Trois mousquetaires (The Three Musketeers) de Richard Lester : Eugenie
- 1974 : Les Noces de porcelaine de Roger Coggio : Helena
- 1974 : Joe et Margherito (Arrivano Joe e Margherito) de Giuseppe Colizzi : Betty
- 1974 : La Jeune Fille assassinée de Roger Vadim
- 1974 : On l'appelait Milady (The Four Musketeers: The Revenge of Milady) de Richard Lester : Eugenie
- 1975 : L'important c'est d'aimer d'Andrzej Żuławski : Violaine (scènes supprimées)
- 1975 : Opération Lady Marlène de Robert Lamoureux : Georgette
- 1975 : Le Porteur de secrets (de) (Der Geheimnisträger) de Franz Josef Gottlieb
- 1975 : Inspecteur Derrick : La Cavale (Zeichen der Gewalt) de Theodor Grädler : Irina Hausmann
- 1976 : Les Impitoyables (Diamante Lobo) de Gianfranco Parolini : Jenny
- 1976 : Le Souffle de la mort (Der flüsternde Tod) de Jürgen Goslar : Sally
- 1976 : Folies bourgeoises de Claude Chabrol : La secrétaire
- 1977 : Le Prince et le Pauvre (The Prince and the Pauper) de Richard Fleischer : Mère de John Canty
- 1977 : Opération Thunderbolt (מבצע יונתן, Mivtsa Yonathan) de Menahem Golan : Halima
- 1978 : Cat in the Cage de Tony Zarindast : Susan Khan
- 1979 : L'Échange (The Swap) de Jordan Leondopoulos : Erica âgée (plusieurs scènes du film sont issues du film Le Contrat (1969) du même réalisateur)
- 1979 : Airport 80 Concorde (The Concorde: Airport '79) de David Lowell Rich : Amy
- 1979 : Météore (Meteor) de Ronald Neame : la skieuse suisse
- 1980 : Objectif Cuba (en) (Cuba Crossing) de Chuck Workman : Veronica
- 1980 : Les nanas jouent et gagnent (How to Beat the High Co$t of Living) de Robert Scheerer : Charlotte
- 1980 : Cobra (Il giorno del cobra) d'Enzo G. Castellari : Brenda
- 1980 : Les Mercenaires de l'espace (Battle Beyond the Stars) de Jimmy T. Murakami : Saint-Exmin
- 1980 : Détective comme Bogart (The Man with Bogart's Face) de Robert Day : Cynthia
- 1980 : Nuit de meurtre (Nightkill) de Ted Post : Monika Childs
- 1981 : La Salamandre (The Salamander) de Peter Zinner : Lili Anders
- 1981 : Valentine (Separate Ways) de Howard Avedis : Mary
- 1983 : Les Sept Gladiateurs (I sette magnifici gladiatori) de Claudio Fragasso et Bruno Mattei : Julia
- 1983 : Un amour assassin (Julie Darling) de Paul Nicholas : Susan
- 1983 : S.A.S. à San Salvador de Raoul Coutard : comtesse Alexandra Vogel
- 1983 : Les Anges du mal (Chained Heat) de Paul Nicholas : Ericka
- 1983 : Hercule (Hercules) de Luigi Cozzi : Ariadne
- 1984 : Panther Squad de Pierre Chevalier : Ilona
- 1984 : Jeu mortel (en) (They're Playing with Fire) de Hikmet Avedis : Diane Stevens
- 1984 : Les Guerriers de la jungle (en) (Euer Weg führt durch die Hölle) d'Ernst von Theumer : Angel
- 1985 : Private Passions de Kikuo Kawasaki : Kathrine
- 1985 : Malibu Express d'Andy Sidaris : Comtesse Luciana
- 1985 : Hurlements 2 (Howling II: Stirba - Werewolf Bitch) de Philippe Mora : Stirba
- 1985 : Les Amants de Lady Chatterley 2 (Young Lady Chatterley II) d'Alan Roberts : Judith Grimmer
- 1986 : The Phantom Empire de Fred Olen Ray : reine extra-terrestre
- 1986 : Tonnerre mécanique (Street Hawk), série télévisée créée par Paul M. Belous, Robert Wolterstorff et Bruce Lansbury : Linda Martin
- 1986 : Les Anges du mal 2 (Reform School Girls) de Tom DeSimone : la gardienne Sutter
- 1986 : Le Mystère de la pyramide (The Tomb) de Fred Olen Ray : Jade
- 1987 : Incognito (Talking Walls) de Stephen Verona : la baigneuse
- 1987 : Warrior Queen, série télévisée créée par Michael Custance et Neville Green : Berenice, ambassadrice romaine / guerrière
- 1987 : Cheeseburger film sandwich (Amazon Women on the Moon) de John Landis, Joe Dante, Carl Gottlieb, Peter Horton et Robert K. Weiss : Reine Lara
- 1989 : L'Arme totale (L.A. Bounty) de Worth Keeter : Ruger
- 2007 : Grindhouse de Rob Zombie : Gretchen Krupp (segment Werewolf Women of the SS)
- 2007 : Halloween de Rob Zombie : Infirmière Wynn
- 2009 : L'Antre (The Lair), série télévisée créée par Fred Olen Ray : Frau Von Hess
- 2010 : Virus X de Ryan Stevens Harris : Danita Herrington

### comme productrice
- 1981 : Crosscurrent
- 1984 : Panther Squad
- 1989 : L.A. Bounty